# Otto II. von Woldenberg

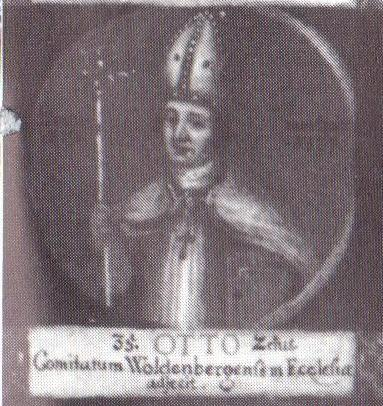
Otto II. als 35. Bischof von Hildesheim auf einem Gemälde mit Medaillondarstellungen aller Hildesheimer Bischöfe bis zum Ende des 18. Jahrhunderts; lateinische Inschrift: „Er fügte der Kirche die Grafschaft Wohldenberg hinzu.“

Otto II. von Woldenberg († 3. August 1331 in Hildesheim) war Bischof von Hildesheim von 1319 bis 1331.

## Leben
Der aus der Familie der Grafen von Wohldenberg stammende Otto wurde als dritter Sohn des Grafen Heinrich von Wohldenberg geboren. Er ist 1286 mit seinem weltlichen Siegel  und 1290 als Domkanoniker von Hildesheim nachweisbar. Otto wurde nach dem Tod seines Vorgängers Heinrich II. von Woldenberg vom Domkapitel einstimmig zu dessen Nachfolger gewählt. Die Zeit seiner Regierung gehört zu den glücklichsten des Stifts Hildesheim. Mit den benachbarten geistlichen und weltlichen Fürsten, Herren und Städten schloss er einen Landfrieden und verfolgte mit Waffengewalt die Bedränger seines Stifts, so die von Engelborstel und von Münchhausen. Die Gefangenen mussten hohe Lösegelder zahlen, die zur Einlösung der von seinen Vorgängern verpfändeten Güter verwandt wurden. Von den Edlen von Plesse kaufte er das Dorf Lindau, von den Herzögen von Braunschweig das Haus Lutter am Barenberge, die Grafschaft Westerhof und das Gericht Berka auf dem Eichsfeld. Ferner erwarb er mit dem Domkapitel ein Viertel des Hauses Woldenstein. Im Jahre 1329 fielen nach dem Tod des letzten Grafen von Dassel dessen im Jahre 1310 angekaufte Besitzungen an die Hildesheimer Kirche. Die zahlreichen von Otto ausgestellten Urkunden belegen seine Fürsorge für die Stifter und Klöster seines Sprengels, die Vermehrung des Einkommens der Ordensgeistlichen und die reichere Ausgestaltung des Gottesdienstes. Die Annenkapelle auf dem Domfriedhof wurde von ihm 1321 gegründet.
Bischof Otto II. kümmerte sich um den Schutz der Poppenburg gegen Brandgefahr und ließ das Wohngebäude und den kleinen Turm mit Steinplatten decken.
Ebenso hat er sich um den Ausbau der von seinem Amtsvorgänger im Jahr 1310 im Sumpfland der Innerste-Niederungen gegründeten Burg Steuerwald mit großem Kostenaufwand gekümmert.